# Roderick Bajada
Roderick Bajada (* 4. Januar 1983 in Ħamrun) ist ein ehemaliger maltesischer Fußballspieler.
Bajada begann das Fußballspielen beim örtlichen Heimatverein Ħamrun Spartans. Dort durchlief er alle Jugendteams und wurde im Sommer 2001 schließlich im Profikader aufgenommen. Dort entwickelte er sich schnell zum Stammspieler. Weitere Stationen waren der FC Msida Saint Joseph und die erfolgreichste beim Sliema Wanderers. Für die Saison 2009/10 wurde er an den FC Marsaxlokk ausgeliehen. Anfang 2012 wechselte er zum FC Valletta, mit dem er am Saisonende die Meisterschaft gewinnen konnte. Anschließend heuerte er bei den Tarxien Rainbows an, ein Jahr später wechselte er zum FC Qormi. Im Sommer 2014 ging er zu Pembroke Athleta in die First Division. Mit der Mannschaft erreichte er den Aufstieg in die Premier League. Bajada schloss sich anschließend erneut den Tarxien Rainbows an. Nach einer Spielzeit für die Żebbuġ Rangers in der First Division beendete er im Jahr 2017 seine Karriere.
Für die Nationalmannschaft Maltas bestritt er zwischen 2004 und 2008 insgesamt 10 Länderspiele.